# Conquista do Reino de Valência

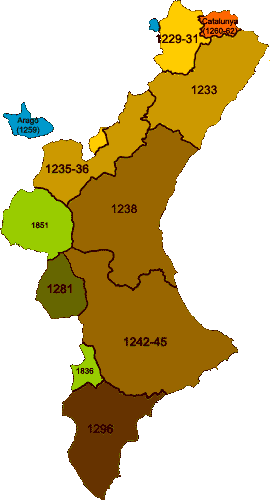
Cronologia da Conquista do Reino de Valência, incluindo as agregações feitas ao longo do século XIX.

A Conquista de Valência (em árabe بلنسية; Balansiya) foi o conjunto de manobras militares que levaram a anexação da Taifa de Valência à Coroa de Aragão.
Entre 1229 e 1245, apenas dezesseis anos, a Coroa de Aragão conseguiu a conquista de grande parte do que seria o Reino de Valência.

## História
A partir do sucesso conseguido por umas campanhas militares empreendidas a nível particular por nobres aragoneses, Jaime I empreendeu a conquista das Taifa de Valência.

### Fases
A reconquista do que posteriormente seria o reino de Valência começou em 1232, com a tomada de Morella. No ano seguinte, em Alcañiz, foi planeada a campanha, que consistiria de três etapas:
1. Uma primeira fase que comportou a conquista das comarcas setentrionais, com a conquista de Burriana em 1233 e de Peñíscola.
2. A segunda fase, seguindo direção a sul, até ao rio Júcar. El Puig foi tomada em agosto de 1237. Depois do fracasso da esquadra enviada pelo rei de Tunis em auxílio de Valência, as capitulações foram assinadas a 28 de setembro, com o rei a entrar na cidade de Valência a 9 de Outubro de 1238.
3. Com a terceira fase, de 1243 a 1245 chegou-se aos limites estipulados no tratado de Almizra em 1244, entre Jaime I e o infante Afonso de Castela, para delimitar as áreas de expansão sobre o território muçulmano entre Castela e a Coroa de Aragão.

As terras a sul da linha Biar-Villajoyosa ficaram reservadas para Castela (incluindo o reino de Múrcia), sendo incorporadas no reino de Valência por Jaime II de Aragão depois da Sentença Arbitral de Torrellas em 1304 e do tratado de Elche em 1305. Nesta última etapa e nos anos seguintes, Jaime I teve de fazer frente às diversas revoltas da população mudéjar, encabeçadas por Al-Azraq.
O reino de Múrcia foi conquistado também por Jaume I. Mas não seria até a época de Jaime II (sentença Arbitral de Torrellas, de 1304) que os territórios de Alicante e Orihuela foram anexados ao reino de Valência.

## Distribuição do território e repovoamento
Em 1239, o Conquistador obteve um grande triunfo sobre a nobreza aragonesa ao converter as terras conquistadas de Valência num reino diferenciado, unido à Coroa de Aragão. Respeitou os seus usos e costumes e estabeleceu tribunais locais (els Furs, "os Foros"), já que esta cidade considerava os territórios vizinhos como um prolongamento dos seus senhorios. Isto provocou uma reação irada dos nobres, que viram-se assim impossibilitados de prolongar os seus domínios para as terras valencianas.
O Llibre del Repartiment fornece informação sobre muitos aspectos do povoamento e da maneira como se distribuiu o território conquistado. Os repovoadores procediam da Catalunha, Aragão e de outros países europeus.
A população muçulmana que não fugiu foi estabelecida nas terras montanhosas do interior, onde continuou sendo majoritária ao longo de toda a Idade Média. Se bem que, outras fontes consideram que a população muçulmana, a cristã moçárabe e a judaica que vivia no reino de Valência e não se marchou com Zayyan, continuou vivendo e trabalhando no ambiente onde viviam, se bem que submetidos às novas hierarquias. Acredita-se que no Reino de Valência residiam 200 mil habitantes e as fontes mais ambiciosas calculam que uns 50 000 marcharam das suas terras, pois o pacto entre Jaime I e Zayyan estipulava na capitulação que os residentes poderiam seguir sem que ninguém os molestasse. A repovoação seria, segundo o professor Antonio Ubieto Arteta, de duas ou três mil pessoas, na sua maioria aragoneses, se bem que, ao ser uma cruzada, pudesse haver entre os repovoadores gentes de toda Europa.